# Giuseppe Vanni (fisico)
Giuseppe Vanni (Albano Laziale, 28 gennaio 1862 – Roma, 1º novembre 1934) è stato un fisico e inventore italiano.

## Biografia
Nacque ad Albano Laziale, nello Stato Pontificio, il 28 gennaio 1862 e si laureò in fisica all'Università degli Studi di Napoli Federico II nel 1887. Proseguì la sua formazione all'Università di Strasburgo dove insieme al fisico Friedrich Kohlrausch si occupò prevalentemente di elettricità. Nel 1894 fu professore presso il Collegio Romano e poi nel 1902 fu nominato libero professore di fisica tecnica presso la Regia Scuola d'Applicazione per Ingegneri di Roma. Contribuì alla fondazione dell'Istituto centrale di radiotelegrafia ed elettrotecnica del Genio militare nel 1911 (passato poi nel 1916 al Ministero della guerra), di cui fu inoltre primo direttore e professore di radiotelegrafia. Nel 1912 fu inoltre chiamato ad insegnare fisica ai principi della famiglia reale.

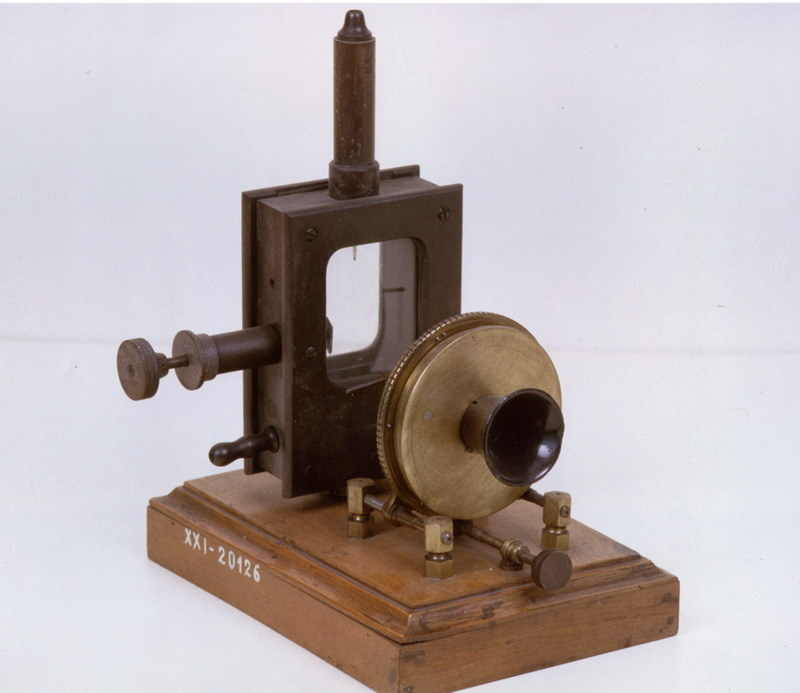
Il microfono idraulico di Giuseppe Vanni, nella collezione del Museo nazionale della scienza e della tecnologia Leonardo da Vinci di Milano.

Basandosi sul microfono idraulico di Quirino Majorana, sviluppò un nuovo prototipo con cui fu in grado di comunicare tra il quartiere Prenestino-Centocelle di Roma e Tripoli nel 1912, raggiungendo la distanza di oltre 1000 chilometri; un esemplare di questo microfono è custodito presso il Museo nazionale della scienza e della tecnologia Leonardo da Vinci a Milano. Per le sue ricerche nel campo della radiotelegrafia vinse nel 1914 il premio della fondazione Cagnola dell'Istituto Lombardo Accademia di Scienze e Lettere. Ebbe una cospicua corrispondenza epistolare con Augusto Righi, conservata nell'archivio dell'Accademia Nazionale delle Scienze detta dei XL.
Nel 1917 intraprese degli studi sui tubi termoionici come generatori e rivelatori di onde elettromagnetiche e sulla propagazione delle onde corte e ultracorte, effettuando in via sperimentale nel 1925 una trasmissione tra Roma e Gisborne, in Nuova Zelanda, che percorse circa 20000 chilometri. Si occupò anche di ricerche sulla protezione dalle scariche elettriche dei fulmini dei depositi di materiale esplosivo, che contribuirono alla modifica delle norme per gli impianti dei parafulmini sugli edifici militari. Fu tra i principali contributori alla creazione dell'International Union of Radio Science (URSI), di cui fu inoltre vicepresidente 1919 al 1934, e fu inoltre membro dell'Ufficio invenzioni e ricerche (UIR), creato nel 1917 su iniziativa di Vito Volterra, e membro della delegazione italiana alla Conferenza radiotelegrafica internazionale di Washington del 1927, organizzata dall'Unione internazionale delle telecomunicazioni.
Nel 1929 fu nominato in una commissione del Ministero delle comunicazioni per l'esame delle offerte per la realizzazione di un impianto ad onde corte presso il centro radiotelegrafico Guglielmo Marconi di Coltano e nello stesso anno fu nominato membro del Comitato di coordinamento dei servizi radioelettrici, presieduto da Giuseppe Pession. Fu tra i membri onorari dell'Associazione Radiotecnica Italiana (ARI) nonché membro dell'Accademia Nazionale dei Lincei.
Ha scritto numerose memorie e studi di ottica, elettrotecnica, elettrolisi e radiotecnica, pubblicate su riviste scientifiche tra cui la rivista Radio, oltre che alcuni manuali su telegrafia, telefonia e radiotecnica.
Morì a Roma il 1º novembre 1934.
Nel 1955 il comune di Roma gli ha dedicato una strada in zona Castel di Guido, nel comprensorio di Massimina.

## Opere
- Giuseppe Vanni, Fondamenti scientifici di telegrafia e telefonia (parte generale), 1903.
- Giuseppe Vanni, Progressi e stato attuale della telegrafia e telefonia senza fili, 1915.
- Giuseppe Vanni, Radiotecnica, Vol. 1, Società editrice Dante Alighieri, 1935.
- Giuseppe Vanni e Umberto Tucci, Radiotecnica, Vol. 2, Società editrice Dante Alighieri, 1936.